# Agonium Martiale
Het Agonium Martiale (< agere: offeren; Agonalia is een jonger woord) was een offer dat op 17 maart aan Mars gebracht werd. Dit was tevens de dag van de Liberalia, en de laatste dag van zowel de Argei als de Bacchanalia.

## Referentie
- H.H. Scullard, Festivals and Ceremonies of the Roman Republic (Aspects of Greek and Roman life), Londen, 1981, p. 92. ISBN 0801414024